# MLB All-Star Game 1936
MLB All-Star Game 1936 – 4. Mecz Gwiazd ligi MLB, który rozegrano 7 lipca 1936 roku na stadionie Braves Field w Bostonie. Po raz pierwszy zwyciężyła drużyna gwiazd National League, pokonując American League All-Stars 4–3. Spotkanie obejrzało 25 566 widzów.
| American League                                                                                                  | 0 | 0 | 0 | 0 | 0 | 0 | 3 | 0 | 0 | 3 | 7 | 1 |
| National League                                                                                                  | 0 | 2 | 0 | 0 | 2 | 0 | 0 | 0 | X | 4 | 9 | 0 |
| WP: Dizzy Dean (1–0) LP: Lefty Grove (0–1) SV: Lon Warneke (1) Home runy: AL: Lou Gehrig (1) NL: Augie Galan (1) |   |   |   |   |   |   |   |   |   |   |   |   |

## Składy
| Miotacze - Dizzy Dean (3) - Curt Davis (1) - Carl Hubbell (4) - Van Mungo (2) - Lon Warneke (3) Łapacze - Gabby Hartnett (4) - Ernie Lombardi (1) |  | Wewnątrzpolowi - Ripper Collins (2) - Billy Herman (3) - Pinky Whitney (1) - Leo Durocher (1) - Gus Suhr (1) - Stu Martin (1) - Lew Riggs (1) - Arky Vaughan (3) Zapolowi - Joe Medwick (3) - Augie Galan (1) - Frank Demaree (1) - Wally Berger (3) - Jo-Jo Moore (3) - Mel Ott (3) |  | Menadżer - Charlie Grimm Trenerzy - Pie Traynor - Bill McKechnie |

| Miotacze - Lefty Grove (3) - Tommy Bridges (3) - Lefty Gomez (4) - Mel Harder (3) - Vern Kennedy (1) - Monte Pearson (1) - Schoolboy Rowe (2) Łapacze - Rick Ferrell (4) - Rollie Hemsley (2) - Bill Dickey (3) |  | Wewnątrzpolowi - Lou Gehrig (4) - Pinky Higgins (2) - Charlie Gehringer (3) - Luke Appling (1) - Jimmie Foxx (4) - Frankie Crosetti (1) - Joe Cronin (4) Zapolowi - Rip Radcliff (1) - Earl Averill (4) - Joe DiMaggio (1) - Ben Chapman (4) - Goose Goslin (1) - George Selkirk (1) |  | Menadżer - Joe McCarthy Trenerzy - Joe Cronin - Art Fletcher |

- Czcionką pogrubioną oznaczono zawodników pierwszej dziewiątki. W nawiasie podano liczbę występów w All-Star Game.